# 불타는 김 대리의 밤
"불타는 김 대리의 밤"(Mr. Kim's Burning Night)은 한국에서 제작된 공부성 감독의 2007년 드라마, 코미디 영화이다. 박재현 등이 주연으로 출연하였다.

## 출연

### 주연
- 박재현

## 기타
- 프로듀서: 황동궁
- 조명: 조규영
- 조연출: 이장섭
- 동시녹음: 김건중
- 믹싱: 박용기
- 미술: 김계영